# Дружба (стадион, Москва)
Универсальный спортивный зал «Дружба» — спортивный объект в Москве, часть олимпийского комплекса «Лужники».

## Архитектура

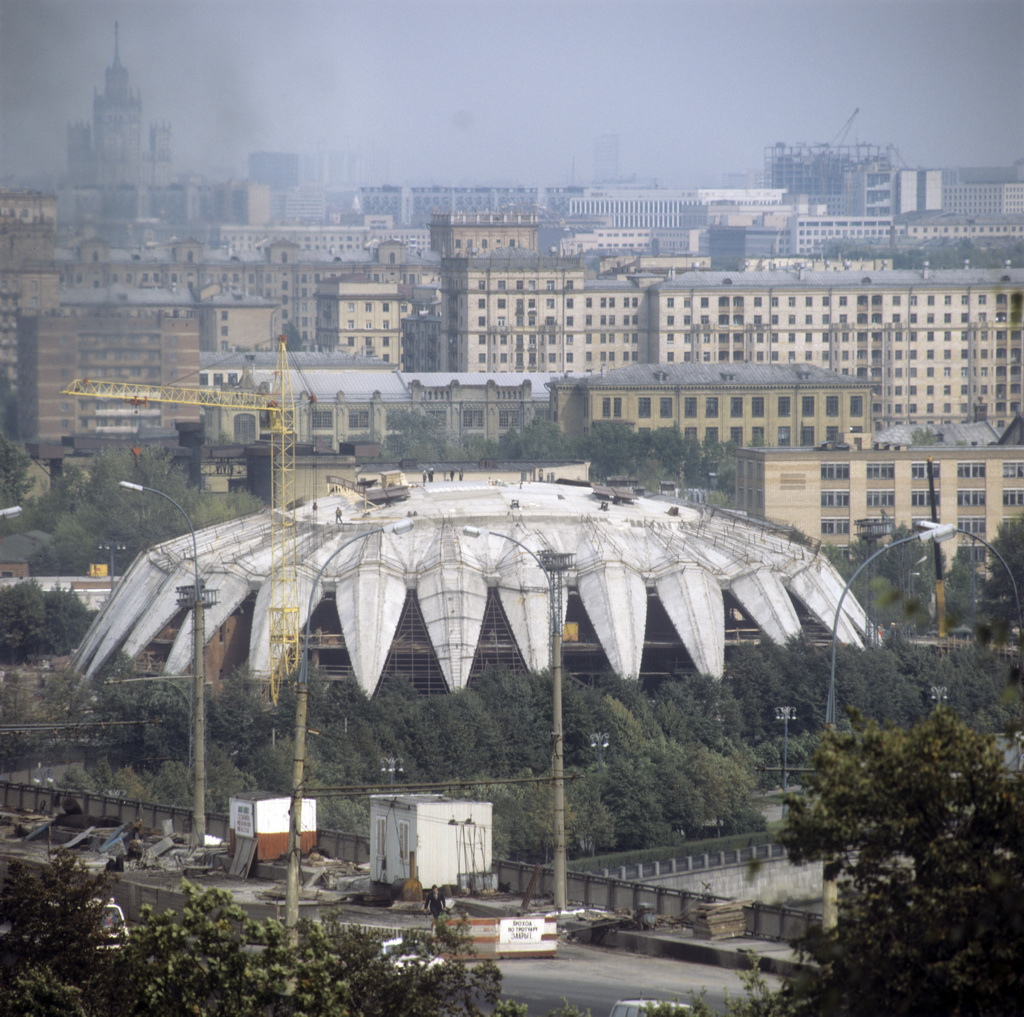
УСЗ «Дружба» за год до окончания строительных работ, июль 1978 года

«Дружба» была построена в 1976—1979 годах по проекту архитекторов Юрия Большакова, Д. Тарасевича, В. Понтрягина, Дмитрия Солопова, Владимира Максименко и Игоря Рожина, инженеров Ю. Розовского, Л. Харитонова, Германа Львова, Э. Жуковского и В. Шабли. В отличие от других объектов, возведённых к летним Олимпийским играм 1980 года, универсальный спортивный зал не стал доминантой, а был встроен в существовавший ансамбль спортивного комплекса в Лужниках. Он был намеренно вынесен за трассу Комсомольского проспекта в излучину Москвы-реки, был хорошо виден с Лужнецкого метромоста и органично вписался в панораму, которая открывалась с Ленинских гор.
Вдохновением для архитекторов послужила спортивная арена «Палацето делло спорт», построенная по проекту инженера Пьера Луиджи Нерви к летним Олимпийским играм 1960 года в Риме и широко известная в СССР. Как и проект Нерви, «Дружба» была решена по принципу сборно-монолитного купола высотой 20 метров, внутри которого расположились функциональные помещения. Конструкции купола были рассчитаны в лаборатории пространственных конструкций Московского научно-исследовательского и проектного института типологии, экспериментального проектирования с использованием ЭВМ, изготовлены и испытаны на экспериментальной базе МНИИТЭПа. Единый «панцирь», покрывающий весь объём здания, образуют 28 железобетонных складчатых опор, поддерживающих центральную оболочку-купол. При всей сложности и высоких нагрузках конструкция получилась визуально лёгкой и изящной.
В отличие от круглого «Палацето делло спорт» Нерви, «Дружба» в плане ближе к квадрату со скруглёнными углами и стороной, равной 88 метрам. Во внутреннем пространстве выделяются 3 функциональные зоны, расположенные одна над другой. Верхний уровень занимает демонстрационный зал площадью 42×42 метра, окружённый 4 трибунами-трансформерами со стационарным верхним ярусов и выдвижным нижним, который задвигался под верхний «гармошкой». В зависимости от конкретных состязаний и конфигурации зала общая вместимость трибун варьировалась от 1800 до 3950 мест. Уровнем ниже в здании были расположены гардеробы и буфеты, последние также могли быть «сложены», чтобы освободить место для тренировок в кольцевом вестибюле фойе. На нижнем ярусе «Дружбы» были предусмотрены 4 тренировочных зала размером 18×36 метров, а в промежуточную зону между ярусами вошли раздевалки, душевые и иная инфраструктура.

## История

### Использование
Во время Олимпиады-80 «Дружба» приняла турнир по волейболу среди спортсменов-женщин. В послеолимпийский период в универсальном спортивном зале проходили соревнования и тренировки по теннису, волейболу, баскетболу, ручному мячу, бадминтону, спортивной и художественной гимнастике, акробатике, единоборствам, боксу, мини-футболу и настольному теннису. В 1993 году на базе «Дружбы» была учреждена детская теннисная школа, ставшая крупнейшим теннисным учреждением Москвы. Зал «Дружбы» также использовался для проведения зрелищных мероприятий. В частности, в 1992 году здесь состоялась презентация первого официального студийного альбома группы «Мальчишник» — «Мисс большая грудь».

### Реконструкция
В марте 2017 года «Дружба» закрылась на реконструкцию, окончание которой было запланировано на 2020 год. В ноябре 2020 года стало известно, что реконструкция завершится в 2021 году. Фактически реконструкция была закончена в марте 2024 года.
В результате был обновлён фасад здания, заменено остекление на энергоэффективные витражи, заменены спортивное покрытие и освещение, инженерные коммуникации, системы безопасности, вентиляции и кондиционирования воздуха.